# Jacek Kochanowski
Jacek Kochanowski (ur. 27 maja 1973 w Mińsku Mazowieckim) – polski socjolog i filozof, doktor habilitowany nauk humanistycznych, publicysta. Zajmuje się socjologią queer i gender, prowadzi zajęcia z zakresu badań postkolonialnych oraz performatyki.

## Kariera naukowa i zawodowa
Ukończył studia z zakresu teologii ekumenicznej na Akademii Teologii Katolickiej. Tytuł zawodowy magistra otrzymał w 1999 roku na podstawie pracy magisterskiej dotyczącej myśli teologicznej Braci Polskich, napisanej pod kierunkiem ks. prof. Michała Czajkowskiego. W latach 1999–2003 odbył studia doktoranckie w Instytucie Socjologii Uniwersytetu Warszawskiego, gdzie w 2003 roku otrzymał stopień naukowy doktora nauk humanistycznych w zakresie socjologii, na podstawie pracy „Przemiany tożsamości gejów. Analiza genealogiczno-dekonstrukcyjna”, napisanej pod kierunkiem prof. Ewy Nowickiej (recenzenci: prof. Ireneusz Krzemiński i prof. Andrzej Piotrowski). Praca została wydana pod tytułem „Fantazmat zróżNICowany. Socjologiczne studium przemian tożsamości gejów” (Universitas, Kraków 2004).
W latach 2004–2006 adiunkt w krakowskiej Wyższej Szkole Zarządzania i Bankowości, wykładał w tym czasie socjologię queer w Instytucie Socjologii Uniwersytetu Jagiellońskiego oraz na Gender Studies UJ. Od 2005 r. pracownik Uniwersytetu Warszawskiego, początkowo w Centrum Badań Polityki Naukowej i Szkolnictwa Wyższego, a od 2010 r. w Instytucie Stosowanych Nauk Społecznych. W 2011 r. uzystał stopień naukowy doktora habilitowanego w zakresie socjologii na podstawie książki „Spektakl i wiedza. Perspektywa społecznej teorii queer” (wyd. Wschód-Zachód, 2009). Od 2015 r. jest profesorem nadzwyczajnym Uniwersytetu Warszawskiego (Katedra Socjologii Moralności i Aksjologii Ogólnej, Instytut Stosowanych Nauk Społecznych), wykładowcą Gender Studies oraz kierownikiem Ośrodka Społecznych Badań Queer na Uniwersytecie Warszawskim. Członek Polskiego Towarzystwa Socjologicznego i Polskiego Towarzystwa Badań Teatralnych. W latach 2009–2015 członek rektorskiej Komisji ds. Przeciwdziałania Dyskryminacji.
Współpracował także z uczelniami niepublicznymi, m.in. w latach 2008–2009 był prorektorem Wschód-Zachód Szkoły Wyższej im. Henryka Jóźwiaka w Łodzi oraz kierownikiem Ośrodka Gender/Queer Studies w tej uczelni.

## Działalność społeczna i polityczna
Działacz praw człowieka: zajmuje się problematyką dyskryminacji LGBT i kwestiami dotyczącymi prawnej, politycznej, społecznej i ekonomicznej dyskryminacji kobiet. Jest otwarcie zdeklarowanym gejem. Autor licznych publikacji na ten temat m.in. w „Gazecie Wyborczej” i „Trybunie” oraz w mediach elektronicznych. Zabierał głos w licznych dyskusjach na temat naruszania praw człowieka w Polsce. Był współzałożycielem i jest członkiem honorowym Kampanii Przeciw Homofobii. Od 2009 r. jest członkiem rady działającego przy Stowarzyszeniu Lambda Warszawa Funduszu Stonewall, udzielającego mikrograntów dla innych organizacji na działania na rzecz gejów i lesbijek. Jest członkiem komitetu honorowego warszawskiej Parady Równości
Określa się jako „człowiek lewicy”. W latach 2011–2015 był asystentem społecznym posłanki Anny Grodzkiej, pierwszej transpłciowej posłanki w Polsce.
Od 2018 r. jest członkiem stowarzyszenia Komitet Kryzysowy Humanistyki Polskiej.

## Wybrane publikacje naukowe
- Fantazmat zróżNICowany. Socjologiczne studium przemian tożsamości gejów, Wydawnictwo Universitas, Kraków 2004. s. 328, ISBN 83-242-0308-7.
- Teatr płci: eseje z socjologii gender (red. nauk. wraz z Małgorzatą Bieńkowską-Ptasznik), Wydawnictwo „Wschód-Zachód”, Łódź 2008, s. 294, ISBN 978-83-61422-04-4.
- Społeczeństwo, wiedza, demokracja (red. nauk), Wydawnictwo Wschód-Zachód, Łódź 2008, s. 320, ISBN 978-83-61422-00-6.
- Egzamin zawodowy. Obszary problemowe (red. nauk. z Elżbietą Drogosz-Zabłocką), Centrum Badań Polityki Naukowej i Szkolnictwa Wyższego UW, Warszawa 2009, s. 190, ISBN 978-83-927745-8-7.
- Spektakl i wiedza. Perspektywa społecznej teorii queer, Wydawnictwo Wschód-Zachód, Łódź 2009, s. 311, ISBN 978-83-61422-12-9.
- Socjologia seksualności. Marginesy, Wydawnictwo Naukowe PWN, Warszawa 2013, s. 227, ISBN 978-83-01-17341-8.
- Nowe studia kulturowe, redakcja naukowa Jacek Kochanowski i Tomasz Wrzosek, Wydawnictwa Uniwersytetu Warszawskiego, Warszawa 2014, s. 232, ISBN 978-83-235-1544-9.